# مدونا وین گیسی
استیون گرگری بیر جونیور (انگلیسی: Stephen Gregory Bier Jr.؛ زادهٔ ۶ مارس ۱۹۶۴، فورت لادردیل، فلوریدا) که پیش از این با نام هنری مدونا وین گیسی
(به انگلیسی: Madonna Wayne Gacy) و با لقب 
پوگو (به انگلیسی: Pogo) شناخته‌شده بود، موسیقی‌دان اهل ایالات متحده آمریکا است.

او بین سال‌های ۱۹۸۹ و ۲۰۰۷ نوازندهٔ کیبرد گروه موسیقی مریلین منسون بود. نام هنری وی از ترکیب نام‌های خوانندهٔ آمریکایی، مدونا، و آدم‌کش سریالی آمریکایی، جان وین گیسی، ساخته شده‌است.